# Магазинник, Игорь
Игорь Магазинник (Магазиник) (род. 1975, Горький) — израильский предприниматель и программист, один из создателей приложения Viber и основатель одноимённой компании. На сегодняшний день — соинвестор компании H2Pro, и совладелец технологического инкубатора PentaLab.

## Биография
Родился в 1975 году в Горьком. В школьные годы жил в Канавинском районе, где учился в средней школе.
В 1991 году, в 16 лет, вместе с родителями переехал в Израиль, где окончил школу, получил степень бакалавра по Computer Science в Университете имени Бар-Илана (2002) и степень магистра в бизнес-администрировании (MBA) в Открытом университете Израиля (2005).
После этого отслужил в израильской армии, где подружился с Тальмоном Марко. 5 лет занимался разработкой программного обеспечения в Design Labs. С Тальмоном Марко после окончания службы основал файлообменную сеть IMesh, из которой через 10 лет родился Viber.
В 2010 году вместе с Тальмоном Марко разработал и основал Viber.
В 2015 году Viber продали японской компании Rakuten за 900 млн долларов.
В 2016 году вместе с Тальмоном Марко основал такси-сервис Juno.
Компанию Juno они продали Gett за 200 млн долларов в 2017 году.
В 2019 году он вложил деньги в стартап H2Pro, занимающийся развитием технологий по производству дешёвого водорода.
В 2021 году стартап привлёк 22 млн $ от фондов, финансируемых основателем Microsoft Биллом Гейтсом и гонконгским миллиардером Ли Ка-шингом.
В 2021 синдикат, включающий технологический инкубатор PentaLab инвестировал более 2 млн долларов в ИИ-стартап Altis AI.

## Личные увлечения
Увлекается горными лыжами и подводным плаванием.